# 121e régiment d'infanterie (Grande-Bretagne, 1794-1795)
Pour les articles homonymes, voir 121e régiment.
Le 121e régiment d'infanterie (en anglais : 121th Regiment of Foot) est une unité militaire britannique de la guerre de la première coalition.
Recruté en Irlande en 1794, le régiment est capturé par la Marine de la République française avant d'avoir combattu et est dissous en 1795.

## Historique
Le régiment est levé dans le comté de Clare à partir du 10 juin 1794, sous le commandement du colonel (propriétaire) Francis MacNamara (en), de Quin. Le régiment est formé d'un seul bataillon, et compte 430 hommes quand il embarque sur le fleuve Shannon à Bunratty (en).
Le régiment est surnommé Loyal Clare ou County Clare, .
Au printemps 1795, les bateaux transportant le régiment à Liverpool est intercepté par des navires de guerre français et la plupart de l'effectif est capturé. Un détachement parvient échapper à la capture et part cantonner à Durham. Les hommes du 121e sont libérés par un échange de prisonniers.
En octobre 1795, le 121e est dissous et ses hommes rejoignent le 86e régiment d'infanterie (en).